# أسطول غواصات يو السادس
أسطول يو_بوت السادس ( الألمانية 6. Unterseebootsflottille)، المعروف أيضا باسم أسطول Hundius، كان وحدة في الخطوط الأمامية لبحرية ألمانيا النازية الصورة كريغسمرينه قبل وأثناء الحرب العالمية الثانية.
شكلت في 1 أكتوبر 1938 في كييل تحت قيادة كورفيتنكابيتان فيرنر هارتمان، سميت تكريما لكابيتينلويتننت بول Hundius، وهو قائد غواصات يو أثناء الحرب العالمية الأولى، إلى أن توفي في 16 سبتمبر 1918 بعد أن قارب غرقت غواصته غواصة يو بي-103 بقذيفة أعماق من قبل سفينة بخارية بريطانية تدعى Young Crow. تم حل الأسطول في ديسمبر 1939.
أعيد تشكيل الأسطول تحت اسم «أسطول الغواصات السادس» في يوليو 1941 تحت قيادة كورفيتنكابيتان Georg-Wilhelm Schulz وقاعدتها في غدانسك. خلال الأشهر الأولى كان أسطول تدريب، ولكن عندما انتقل إلى سان نازير في فبراير 1942 أصبح أسطول قتالي. تم حله في أغسطس 1944، عندما غادرت الغواصات الأخيرة قاعدتها في النرويج.

## قادة الأسطول
| قائد                            | المدة الزمنية             |
| ------------------------------- | ------------------------- |
| كورفيتنكابيتان فيرنر هارتمان    | أكتوبر 1938 – ديسمبر 1939 |
| كورفيتنكابيتان جورج فيلهلم شولز | سبتمبر 1941 – نوفمبر 1943 |
| كابيتينلويتننت كارل إميرمان     | نوفمبر 1942 – أغسطس 1944  |

## غواصات المشاركة
خدمت الغواصات التالية في الأسطول: 
- يو-37
- يو-38
- يو-39
- يو-40
- يو-41
- يو-42
- يو-43
- يو-44
- يو-87
- يو-136
- يو-209
- يو-223
- يو-226
- يو-228
- يو-229
- يو-237
- يو-251
- يو-252
- يو-253
- يو-260
- يو-261
- يو-264
- يو-269
- يو-270
- يو-277
- يو-290
- يو-308
- يو-312
- يو-335
- يو-340
- يو-356
- يو-357
- يو-376
- يو-377
- يو-380
- يو-385
- يو-386
- يو-404
- يو-405
- يو-411
- يو-414
- U-417
- U-436
- U-437
- U-445
- U-456
- U-457
- U-465
- U-477
- U-585
- U-586
- U-587
- U-588
- U-589
- U-590
- U-591
- U-592
- U-598
- U-608
- U-609
- U-610
- U-614
- U-616
- U-623
- U-626
- U-627
- U-640
- U-642
- U-648
- U-655
- U-658
- U-666
- U-668
- U-672
- U-673
- U-675
- U-680
- U-703
- U-705
- U-742
- U-756
- U-757
- U-758
- U-766
- U-964
- U-967
- U-972
- U-981
- U-982
- U-986
- U-999